# Poliesportiu d'Andorra
Il Poliesportiu d'Andorra è un'arena coperta di Andorra la Vella.

## Storia e descrizione
Il Poliesportiu d'Andorra è stato inaugurato nel 1991 ed inizialmente aveva una capienza di 3 000, prima dei lavori di ristrutturazione nel 2014 che lo hanno portato ad ospitare fino a 5 000 spettatori. Al suo interno si svolgono, oltre ad eventi ricreativi, attività sportive come partite di pallacanestro, pallavolo, calcio a 5 e pallamano.
Il palazzetto è utilizzato per le partite interne della squadra di pallacanestro maschile del Bàsquet Club Andorra e di pallavolo maschile del Club Voleibol Andorra; ha inoltre ospitato nel 2011 il campionato europeo dei piccoli stati di pallavolo maschile.